# Vindula buruana
Vindula buruana är en fjärilsart som beskrevs av Hans Fruhstorfer 1901. Vindula buruana ingår i släktet Vindula och familjen praktfjärilar. Inga underarter finns listade i Catalogue of Life.